# Germain Mendome
Germain Mendome, né le 21 août 1970 au Gabon et mort le 1er juin 2013, est un joueur de football international gabonais, qui évoluait au poste de gardien de but.

## Biographie

### Carrière en sélection
Avec l'équipe du Gabon, il figure notamment dans le groupe des sélectionnés lors des CAN de 1996 et de 2000.